# Cheyenne Mountain
Cheyenne Mountain (doslovně česky Hora Čejen nebo Čejenská hora) je převážně žulová hora nacházející se v jihozápadní části města Colorado Springs ve státě Colorado ve Spojených státech amerických. Sídlí zde Operační středisko Čejenská hora (Cheyenne Mountain Operations Center; CMOC), spadající pod Severoamerické velitelství protivzdušné obrany, jehož operační prostory se táhnou podél jedné strany více než kilometr dlouhého podzemního tunelu vyvrtaného do tvrdé žulové horniny v nitru této hory (formální název celého komplexu je Cheyenne Mountain Air Force Station – Základna letectva Cheyenne Mountain). Celý tunel je konstruován tak, aby byl schopen vést tlakovou vlnu po blízkém jaderném výbuchu směrem k druhému východu, v případě, že by došlo k proražení jedné ze dvou hlavních bran o hmotnosti 25 tun. Jednotlivá podlaží, stěny chodeb a místností jsou zkonstruovány z kovových desek spojených pružnými spoji, které se po zásahu rázovou vlnou spíše prohnou místo toho, aby se přímo prolomily.
Úkolem CMOC je komplexní sběr dat z celosvětového systému satelitů, radarů a různých senzorů v reálném čase, která jsou důležitá pro rozhodování ozbrojených sil i civilních subjektů. Hlavní Velitelské středisko (Command Center) sbírá komplexní informace z jednotlivých podsekcí, kterými jsou: Středisko pro zpravodajství a sledování (Combined Intelligence Watch Center), Středisko systémů (Systems Center), Středisko operací protivzdušné obrany (Air Defense Operations Center), Středisko pro varování před raketami (Missile Warning Center), Středisko pro kontrolu kosmického prostoru (Space Control Center) a Středisko pro vedení bitev (Battle Management Center). Středisko pro kontrolu kosmického prostoru se nicméně postupně přesouvá na Vandenbergovu leteckou základnu, přičemž zbylá střediska by měla být v budoucnu přesunuta na Petersonovu leteckou základnu. I v případě kompletního přesunutí všech jednotek by však komplex Cheyenne Mountain zůstal zakonzervován pro případ významného ohrožení národní bezpečnosti.
Vojenská základna Cheyenne Mountain je neobvyklá skutečností, že se jedná o základnu různých složek amerických ozbrojených sil jako jsou armáda, námořnictvo, námořní pěchota, letectvo a pobřežní stráž, které jsou navíc doplněny příslušníky Kanadských ozbrojených sil.

## Fikce
Ve světě sci-fi filmů a televizních seriálů Hvězdná brána se v Cheyenne Mountain nachází velitelství Hvězdné brány.